# Phare de l'île Formica
Le phare de l'île Formica (en italien : Faro di Isolotto Formica) est un phare situé de l'île Formica (îles Égades). Il appartient à la commune de Favignana en mer Méditerranée, dans la province de Trapani (Sicile), en Italie.

## Histoire
Le phare, mis en service en 1858, est situé sur un îlot de 302 mètres de long et de 206 mètres de large à 4 milles nautiques de Trapani, dans le canal de Sicile. L'île est dominée par une fortification quadrangulaire, construite par la famille Pallavicino au milieu des années 1600. Depuis les années 1980, l'île est une propriété privée appartenant à l'association Mondo X qui est impliqué dans le traitement de la toxicomanie.
Le phare a été construit par le génie civil, sous le royaume des Deux-Siciles , au sommet du bastion nord-est de la fortification. Le phare est entièrement automatisé et géré par la Marina Militare.
Il possède un Système d'identification automatique pour la navigation maritime.

## Description
Le phare  se compose d'une tour cylindrique en béton de 20 m de haut, avec galerie et lanterne sur une maison de gardiens d'un étage. Le bâtiment est peint en blanc et le dôme de la lanterne est gris métallisé. Il émet, à une hauteur focale de 28 m, un éclat blanc et rouges, selon secteurs, toutes les 4 secondes. Sa portée est de 11 milles nautiques (environ 20 km) pour le feu blanc et 11 milles nautiques pour le feu de réserve.
Il possède aussi un feu à occultations secondaire qui émet un long éclat rouge de 4 secondes toutes les cinq secondes visible jusqu'à 9 milles nautiques (environ 17 km).
Identifiant : ARLHS : ITA-091 ; EF-3128 - Amirauté : E1966 - NGA : 10032 .

## Caractéristiques dufeu maritime
Fréquence : 4 secondes (W)
- Lumière : 1 seconde
- Obscurité : 3 secondes

|                            |
| Îles Égades (localisation) |

|         |
| Formica |

### Lien connexe
- Liste des phares de la Sicile